# Austria for Asia
Austria for Asia ist der Name eines karitativen Musiker-Projekts des österreichischen Chansonnier André Heller. Hintergrund für die Initiative war das Seebeben im Indischen Ozean 2004.
Teilnehmer waren bekannte Musiker wie Christina Stürmer, Wolfgang Ambros und Georg Danzer. Zu Beginn 2005 erschien die Kompilation Deine Hilfe wird gebraucht. Am 6. Februar desselben Jahres stieg sie von Null auf Platz eins in die österreichischen Charts ein. Der Erlös wurde den Opfern der Tsunami-Katastrophe gespendet.

## Teilnehmer
| A–C | D–G | H–M | N–S | T–Z |
| --- | --- | --- | --- | --- |
| - Alkbottle/Roman Gregory - Wolfgang Ambros - Louie Austen - B. Nice/Felix Okon - Ulli Bäer - Monika Ballwein - Bauchklang - Andy Baum - Maria Bill - Bluatschink - Vera Böhnisch - Erich Buchebner - Boris Bukowski - Count Basic/Peter Legat - Peter Cornelius | - Georg Danzer - Jade Davies - Christian Deix - Birgit Denk - Deph Joe - Die Seer - DJ Ötzi - EAV/Klaus Eberhartinger - Christian Eigner - Christina Esterházy - Rainhard Fendrich - Eberhard Forcher - Andie Gabauer - Global Kryner/Sabine Stieger | - Tamee Harrison - Heinz aus Wien/Michael Gaissmaier - André Heller - Ludwig Hirsch - I-Wolf/Wolfgang Schlögl - Juci - Christian Kolonovits - Hans Krankl - Hansi Lang - Gary Lux - MAdoppelT - Manuva - Marque - Marianne Mendt - Thomas Mora | - Rudi Nemeczek - Nockalm Quintett/Gottfried Würcher - Opus - Manuel Ortega - Papermoon - Lukas Perman - Sandra Pires - Alf Poier - Verena Pötzl - The Untouchables/J.B. Rabitsch - Flow Bradley - Willi Resetarits - Joachim Roedelius - The Rounder Girls - Aladin Sani - Marjan Shaki - Skero - Sugar B - Harri Stojka - S.T.S. - Christina Stürmer | - Hans Theessink - Michael Tschuggnall - TwinTowas - Boris Uran - Waxolutionists - Wiener Symphoniker - Wilfried - Zabine |